# Registro de protocolo

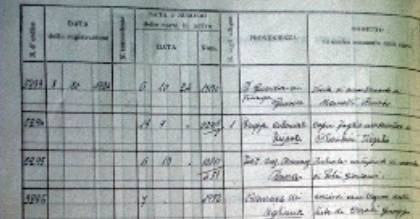
Um registro de protocolo manual datado de 1895

O registro de protocolo (ou simplesmente «o protocolo») é o livro (ou, mais atualmente, o suporte informático) em que são transcritos progressivamente os documentos e os atos em entrada e saída de um sujeito ou entidade (seja público ou privado). Tal registro, se obedecer a normas legais, tem fé pública, ou seja, tem valor probatório em casos de controvérsia jurídica.
O termo protocolo tem um significado bastante amplo, identificando-se diretamente com o próprio procedimento. Por extensão de sentido, protocolo significa também um trâmite a ser seguido para alcançar determinado objetivo («seguir o protocolo»).

## A gestão do protocolo
A gestão do protocolo é normalmente confiada a uma repartição determinada, que recebe o material documentário do sujeito que o produz em saída e em entrada e o anota num registro (atualmente em programas informáticos), atribuindo-lhe um número e também uma posição de arquivo de acordo com suas características. Sendo assim, o registro tem quatro elementos necessários e obrigatórios:
1. Número progressivo
2. Data de recebimento ou de saída